# Фирмао
Фирмао — компания, занимающаяся программным обеспечением и разрабатывающая облачную платформу Фирмао. Это комплексная система управления компанией, содержащая инструменты для управления взаимоотношениями с клиентами (CRM), планирование ресурсов предприятия (ERP), управление проектами и системы управления складом (WMS).

## История
Фирмао была основана Рафалом Намечиньским, Артуром Млодзинским и Гжегожем Борковским, получившими субсидии ЕС в 2009 году. В 2012 году компания Firmao Polska sp. z o.o. заключила партнерство с компанией Vars sp. z o.o., благодаря которому Firmao CRM стала первой польской онлайн-системой CRM, интегрированной с виртуальным колл-центром. Платформа была запущена в 2010 году на польском рынке и была расширена в 2013 году на немецкий и английский. В этом году компанияо была представлена на выставке Cebit в Ганновере. С 2019 года система Фирмао доступна на 12 языках и продается по всему миру. По состоянию на 2023 год у Фирмао более 100 000 платных и бесплатных пользователей.
Согласно исследованию рынка компанией Buzz в 2022 году Фирмао CRM использовали 7% Польских B2B компаний, использующих CRM систему для управления своей работой, что дает Фирмао 5-е место среди облачных CRM систем (1-е место среди облачных CRM систем сделанных в Польше).

## Программное обеспечение
Фирмао — это комплексная платформа «программное обеспечение как услуга» для управления компанией, предоставляющая такие инструменты, как:
- Управление клиентами (CRM)[13][14]
- Планирование ресурсов предприятия (ERP)
- Управление складом (WMS)
- Выставление счетов (повторяющееся)
- Управление предложениями и заказами[15]
- Управление задачами и проектами (PMS)
- Обслуживание и рассмотрение жалоб
- Livechat и Callback
- Мобильное приложение

## Интеграции
Фирмао можно интегрировать со многими посторонними приложениями, включая Google Calendar, Zapier и WooCommerce.

## Недостатки
- Интеграция с Zapier доступна только в самом высоком пакете лицензии.
- Сложность в использовании — несмотря на наличие многих функций, некоторые из них скрыты или размещены не интуитивно.